# Carleton (Nebraska)
Carleton – wieś w Stanach Zjednoczonych, w stanie Nebraska, w hrabstwie Thayer.